# Gagarin (cràter)

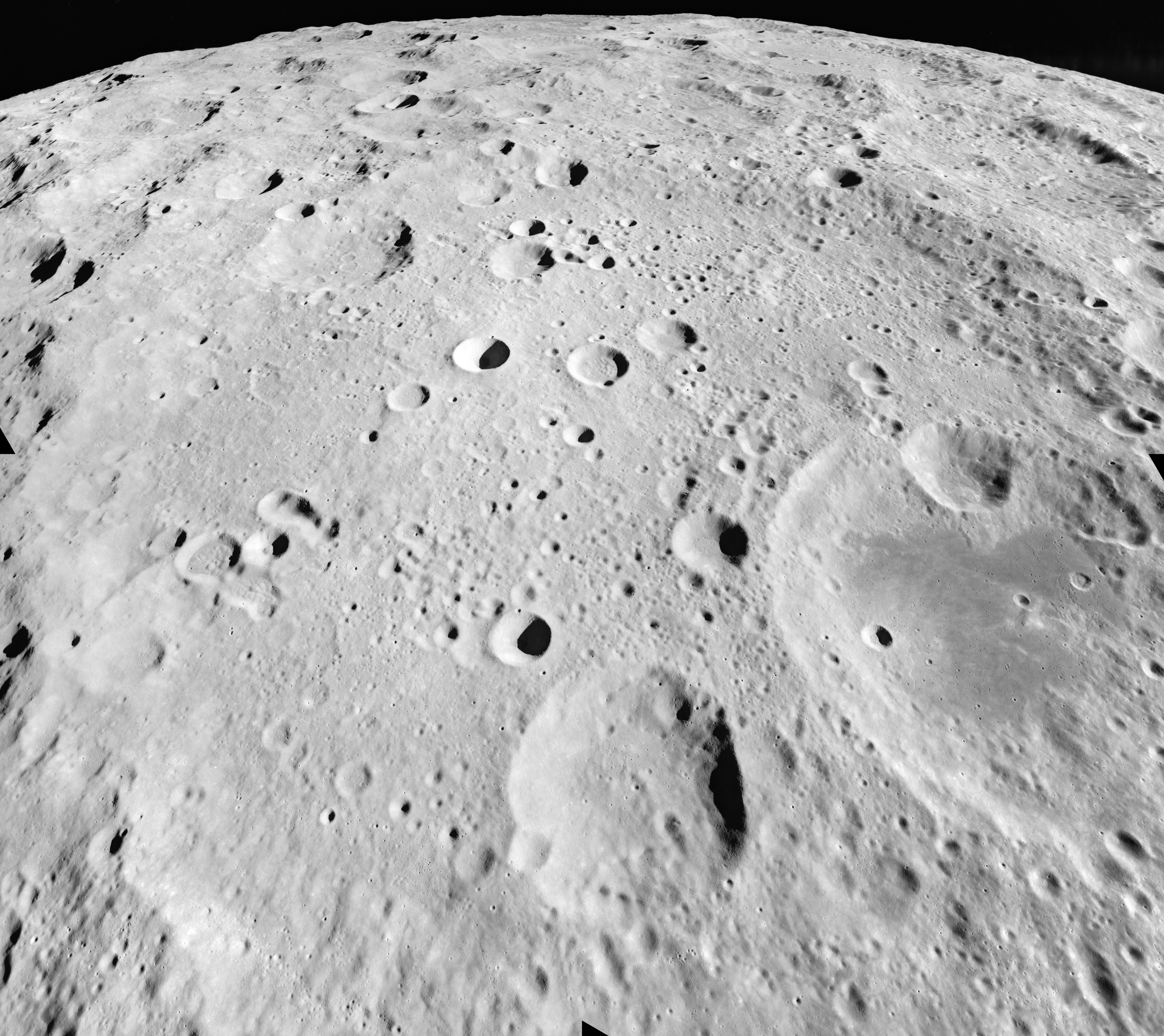
Vista obliqua amb rumb sud des de l'Apol·lo 17

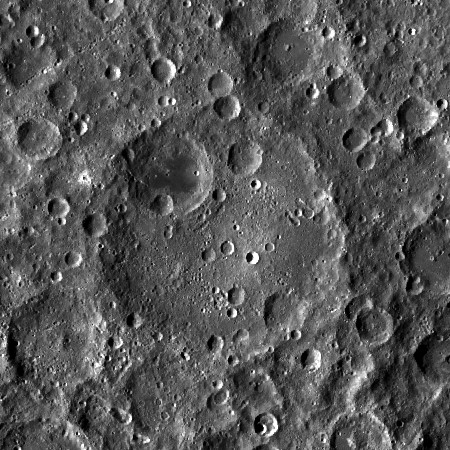
Fotografia de la missió LRO

Gagarin és un gran cràter d'impacte que es troba a l'hemisferi sud de la cara oculta de la Lluna. Al sud-oest s'hi troba el cràter Pavlov i al nord-est s'hi troba Keeler. Més prop de la vora apareixen els cràters Levi-Civita al sud-oest, i Beijerinck cap al nord-nord-est. Isaev es troba íntegrament dins del contorn nord-oest de Gagarin. En contrast amb el sòl de Gagarin, Isaev té un pis amb una albedo una mica baixa. Isaev és el major dels sis cràters que cauen dins del perímetre de Gagarin que han rebut el nom de pioners de l'aviació i de l'astronàutica russa.
Aquest cràter ha estat fortament erosionat per una llarga història d'impactes posteriors. La vora desgastada presenta l'aspecte d'una cresta baixa, circular per l'interior i amb certa forma de bol. El sòl interior està cobert per una multitud d'impactes de cràters de diferents dimensions. Poc queda d'una cresta central, si és que el cràter alguna vegada va disposar d'un element d'aquest tipus.

## Cràters satèl·lit
Per convenció, aquests elements són identificats als mapes lunars posant la lletra al costat del punt mitjà del cràter que està més prop de Gagarin.
|         | \| Gagarin \| Coordenades \| Diàmetre \| \| ------- \| ---------------------------------------- \| -------- \| \| G \| 20° 31′ S, 150° 32′ E / 20.51°S,150.54°E \| 14 km \| \| M \| 23° 31′ S, 149° 10′ E / 23.51°S,149.17°E \| 18 km \| \| T \| 19° 20′ S, 144° 45′ E / 19.33°S,144.75°E \| 26 km \| \| Z \| 15° 19′ S, 149° 36′ E / 15.31°S,149.60°E \| 27 km \| |          |
| Gagarin | Coordenades | Diàmetre |
| G       | 20° 31′ S, 150° 32′ E / 20.51°S,150.54°E | 14 km    |
| M       | 23° 31′ S, 149° 10′ E / 23.51°S,149.17°E | 18 km    |
| T       | 19° 20′ S, 144° 45′ E / 19.33°S,144.75°E | 26 km    |
| Z       | 15° 19′ S, 149° 36′ E / 15.31°S,149.60°E | 27 km    |